# Ursula Jüngst
Ursula Jüngst (née en 1965 à Miltenberg) est une peintre allemande.

## Biographie
De 1986 à 1993, elle étudie à l'académie des beaux-arts de Nuremberg et de 1991 à 1992 à l'Université de Barcelone et à l'Académie royale catalane des beaux-arts de Saint-Georges. En 1992, Ursula Jüngst est nommée étudiante en master auprès de Hans Peter Reuter. Après une bourse du Cusanuswerk, elle reçoit en 1994 une autre du gouvernement de Bavière afin d'étudier aux États-Unis. Après un séjour de travail en Russie en 1996, elle reçoit en 1998 une charge de conférencière invitée à l'académie des beaux-arts de Perm et en 2009 Ursula Jüngst travaille à l'occasion d'un échange d'artistes à Skopje, en Macédoine du Nord. Elle dirige ensuite le projet social "Peindre avec des enfants gravement malades" à la clinique de Nuremberg et en 2002, elle est consultante pour le projet européen "Spaces to live". Elle est membre du BBK et est artiste indépendante depuis 1992. Elle vit et travaille à Nuremberg et à Barcelone.

## Œuvre
La marque de fabrique actuelle de l'artiste est ses coups de pinceau, qui sont similaires en longueur et en largeur. Ils prennent un sens formel par leur répétition et leur rythme indépendants. Les valeurs émotionnelles articulées sont canalisées dans les mouvements de pinceau.
De nombreux traits sont disposés en alternance dans la direction et la densité de l'application de peinture pour former une unité fluide. Les réglages de pinceaux individuels contiennent souvent différentes traces de mélange de couleurs. Le flux de couleurs des coups de pinceau individuels peut changer. Ils peuvent approcher, être liés ou compléter la couleur voisine. Dans la diversité et dans la complexité de leurs interrelations, elles créent un effet chatoyant croissant.
L'artiste fait de la peinture sur verre depuis 2017. Sa peinture sur verre de 24 mètres carrés Célébration de la vie est installée dans le baptistère de l'église de Tous-les-Saints de Nuremberg en 2020.